# Langues jivaro
Cet article concerne les langues jivaro. Pour le peuple jivaro, voir Jivaros.
Les langues jivaro (ou langues jibaro) sont une famille de langues amérindiennes d'Amérique du Sud, parlées dans le Nord-Ouest de l'Amazonie, au Pérou et en Équateur par les Jivaros.

## Classification
- L'aguaruna
- Le huambisa
- L'achuar
- Le shuar